# Sunderner Wälder
Die Sunderner Wälder sind eine naturräumliche Einheit mit der Ordnungsnummer 334.0 innerhalb des Nordsauerländer Oberlands (334). Sie umfassen laut dem Handbuch der naturräumlichen Gliederung Deutschlands das fast völlig bewaldete, aus oberkarbonischen Schiefern bestehende Rumpfgebirge im nördlichen Stadtgebiet von Sundern mit kleineren Teilen von Balve im Westen und Arnsberg im Norden und bilden einen Trennriegel zwischen dem vorwiegend offenen Hachener Kuppenland (3372.8) und den Innersauerländer Senken (335). Die größten Ansiedlungen im Naturraum sind der Sunderner Hauptort und Langscheid am Staubeginn der Sorpetalsperre, die ebenfalls vollständig im Naturraum liegt.
In den Sunderner Wäldern geht das Oberkarbonschiefergebiet des Arnsberger Walds Richtung Südwesten über die Ruhr hinweg in die Lüdenscheider Mulde (3361.6/8) über. Der Untergrund besteht wie im Arnsberger Wald aus gefalteten Ton- und Grauwackeschiefern der Arnsberger Schichten. Die Böden im Naturraum sind in der Regel flachgründig und bestehen aus basenarmen sandig-lehmigen bis tonigen Verwitterungsprodukten, die in flacheren Bereichen mit einer dünnen entkalkten Lößschicht bedeckt sind. In den Dellen und Tälern haben sich staunasse Böden gebildet.
Die größten Höhen mit rund 500 m ü. NN befinden sich im Südosten des Naturraums, wo die Flanken des Hellefelder Bergs (502,8 m ü. NHN) steil zu den in den Innersauerländer Senken gelegenen Hellefelder Senken (335.6) abfallen. Nach Nordwesten dacht das Gelände allmählich bis auf rund 300 m ü. NN bei Rohnscheid und in der Hachener Mark ab.
Das Rumpfgebirge wird durch die mäßig eingeböschten Sohlentäler der Sorpe und der Röhr, beide dem Homertrücken (3361.2) entsprungen, strukturiert, die in sanft gerundete Höhenrücken eingeschnitten sind. Geologisch unterscheiden sich die beiden größten Flüsse des Naturraums von den kleineren Fließgewässern, da sie nicht den Talmulden des durch die Variszische Orogenese aufgefalteten Gebirges folgen, sondern es in 150 bis 200 m tiefen Tälern durchbrechen. Im Durchbruchstal der Sorpe wurde die Sorpetalsperre angelegt.
Das Klima ist feuchtkühl mit 950 mm Jahresniederschlag und einer Mai/Juli-Mitteltemperatur von 13 bis 14 °C. Dies bietet im Zusammenspiel mit den Böden eine gute Voraussetzung für die Entstehung von Buchenwäldern. Diese sind allerdings durch den forstwirtschaftlichen Anbau von Nadelwäldern größtenteils verdrängt worden.